# Jeong Cheol
Jeong Cheol (hangul : 정철, hanja : 鄭澈, 1536 - 1593) était un écrivain, un politicien, philosophe et poète de Corée sous la dynastie Joseon. Il est né à Séoul le 6e jour du 12e mois lunaire de 1536 et mort le 18e jour du 12e mois lunaire de 1593. Membre de la faction des occidentaux (seoin), son nom de plume était Songgang (송강, 松江). C'est un des premiers poètes à écrire en coréen (hangul) et non en caractères chinois.
Haut fonctionnaire, il dut souvent s'exiler à la suite de conflits à la cour royale. Il chercha dans la poésie une consolation à sa solitude morale. Tout comme les poètes de son époque, il est influencé par le taoïsme et le néoconfucianisme. Cependant, une de ses particularités est d'être aussi influencé par le bouddhisme et son œuvre contient des allusions à une possible réincarnation, en papillon-tigre ou en croissant de lune.

## Biographie
Entre 16 et 27 ans, il est l'élève de Kim Yun-je (1501-1572) à Hwanbyeokdang, un pavillon sur les hauteurs de Gwangju. Plus tard, c'est dans un autre pavillon situé à proximité (Sigyeongjeong, construit en 1560 par Kim Song-won) qu'il écrit son « ode aux monts étoiles » (Seongsanbyeolgok), un de ses célèbres poèmes. L'essentiel de sa production littéraire a été réalisée dans cette zone du district de Damyang.
Sur le plan politique, il est surtout connu pour son rôle dans la répression de la trahison de 1589, une tentative de révolte fomentée par Jeong Yeo-rip et la faction des orientaux. À cette occasion, le roi Seonjo démet de nombreux membres de la faction des orientaux de leurs fonctions pour les remplacer par des occidentaux. Jeong Cheol est alors nommé conseiller d'état chargé d'enquêter sur cette affaire. Pendant les trois années suivantes, jusqu'à l'éclatement de la guerre Imjin en 1592, cette purge mène à l'exécution ou à la mort d'un millier de personnes, certaines en prison ou sous la torture, dont un grand nombre de lettrés. Ces excès furent une des causes de sa disgrâce. De retour au pouvoir, les orientaux modérés se divisent en deux nouvelles factions, les méridionaux et les septentrionaux, dont Yi Sanhae, qui souhaite sa mort ainsi que celle de ses alliés. Jeong Cheol meurt à la fin de 1593 sur l'ile de Ganghwa.

## Œuvres

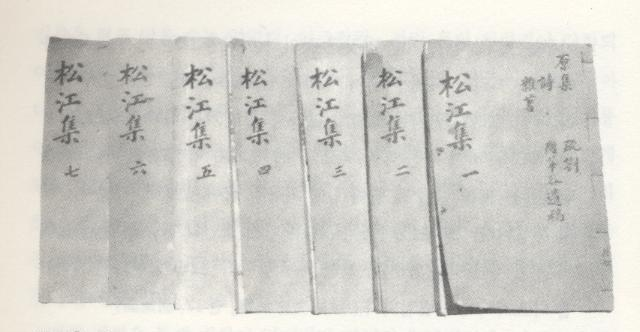
Anthologie de Songgang

C'est un maitre du gasa et du sijo, deux formes classiques de la poésie coréenne.
- Songgang jip (송강집, 松江集)
- Songgang gasa (송강가사, 松江歌辭)
- Songgang qyuljipchurokyusa (송강별집추록유사, 松江別集追錄遺詞)
- Muncheonggongyusa (문청공유사, 文淸公遺詞)
- Seohadangyugo (서하당유고, 棲霞堂遺稿)